# Diano Arentino
Diano Arentino (en ligur Diàn Aentìn o Dian Arentin ) és un comune italià, situat a la regió de la Ligúria i a la província d'Imperia. El 2015 tenia 722 habitants.

## Geografia
Diano Arentino es troba a l'alta vall Dianese del torrent San Pietro. Té una superfície de 8,33 km² i les frazioni de Diano Borello i Evigno. Limita amb Chiusanico, Diano Castello, Diano San Pietro, Imperia, Pontedassio i Stellanello.